# Bug (informatika)
A bug a számítógépes programhiba elterjedt elnevezése. Előfordulásakor a számítógépes szoftver hibás eredményt ad, vagy a tervezettől eltérően viselkedik. A legtöbb bug a programozók által a forráskódban vagy a programstruktúrában vétett hibák eredménye, kisebbik részüket pedig a fordítóprogram által generált hibás kód okozza. Az olyan programot, mely sok bugot tartalmaz, és/vagy a bugok jelentősen akadályozzák a program használatát, gyakran bugosnak nevezik.

## Informatikában
Az informatikában összesítve azt jelenti ez a szó, hogy egy program hibás működést produkál, hibásan működik, grafikában hibás.
A játékoknál szokták ezt alkalmazni, ha egy játék bugos, akkor hibás. Általában grafikailag szokott elcsúszni. Kétféle bugot különböztetünk meg: a stilisztikai bugot, ami csak a látványt rontja, és a programbugot, ami játszhatatlanná (vagy használhatatlanná) teszi a játékot (programot). Példa programbugra: játék fagyása egyes helye(ke)n, ellenfél átlő a falon, stb.

## Eredete
A szoftverhiba fogalmának első írásos nyoma 1843-ból származik Ada Lovelace-től, aki Charles Babbage analitikai gépének programozási nehézségeiről írt. A „bug” (bogár) kifejezés használata a megmagyarázhatatlan hibákra már évtizedekkel a számítógépek megjelenése előtt is mérnökzsargon volt, és mechanikai hibát jelentett. 1878-ban Thomas Edison már mai, átvitt értelmében használta a kifejezést:
Így volt ez minden találmányomnál. Az első lépés egy hirtelen jött megérzés, aztán gondok merülnek fel, és ahogy a kezdeti lendület elmúlik, „bogarak” – ahogyan az apró hibákat és nehézségeket nevezik – tűnnek fel, s több hónapnyi elmélyült megfigyelés, tanulmányozás és munka szükséges, míg végre eljutunk az üzleti sikerig vagy a teljes kudarcig.
A második világháborúban bugként utaltak a radarelektronikai hibákra. Az első mechanikus flippergépet, a Baffle Ballt 1931-ben „bugmentesként” reklámozták.

Valószínűleg ez a molylepke volt az első igazi „bogár”, melyet számítógépben találtak.

A bug kifejezést gyakran tévesen Grace Hoppernek tulajdonítják, aki egy korai, elektromechanikus számítógép üzemzavaráról írt. A történet egyik elterjedt változata szerint a Harvard egyetem meghibásodott Mark II számítógépében egy molylepke okozott mechanikai hibát.

## Szlengben
A mai világban, ha valamilyen tárgy hibás, silány, ronda vagy rossz, azt bugosnak szokták mondani.

## Fordítás
Ez a szócikk részben vagy egészben a Software bug című angol Wikipédia-szócikk fordításán alapul.  Az eredeti cikk szerkesztőit annak laptörténete sorolja fel. Ez a jelzés csupán a megfogalmazás eredetét és a szerzői jogokat jelzi, nem szolgál a cikkben szereplő információk forrásmegjelöléseként.